# Francesco Colasuonno
Francesco Colasuonno (Grumo Appula, 2 de gener de 1925 – Grumo Appula, 31 de maig de 2003) fou un arquebisbe i cardenal italià, diplomàtic al servei de la Santa Seu i nunci apostòlic a diversos estats.

## Biografia
Fou ordenat sacerdot el 28 de setembre del 1947 a l'església de Santa Maria Assunta de Grumo Appula per l'arquebisbe de Bari i Canosa Marcello Mimmi. Després d'haver-se llicenciat a Roma en teologia i en dret canònic entrà al servei de la Secretaria d'Estat de la Santa Seu el 1958.
Prestat els seus serveis a la Secretaria d'Estat de la Santa Seu fins a 1962 en la llavors Secció d'Assumptes Extraordinaris Eclesiàstics, com a col·laborador del Cardenal Secretari d'Estat Domenico Tardini. Després de la mort del cardenal Tardini va dur a terme el seu propi treball a les representacions papals als Estats Units durant cinc anys i mig; a l'Índia durant cinc anys; i, com a encarregat de negocis a Taipei.
El 6 de desembre de 1974 va ser nomenat arquebisbe titular de Truentum i al mateix temps va ser nomenat primer delegat apostòlic a Moçambic. L'ordenació episcopal va tenir lloc a la catedral de Bari de febrer de 9 1975 a mans del cardenal Corrado Ursi, de Nàpols Arquebisbe, assistit per l'arquebisbe indi Duraisamy Simon Lourdusamy i l'arquebisbe de Bari i Canosa Anastasio Alberto Ballestrero.
El 7 de març de 1981 va ser nomenat pro-nunci apostòlic a Zimbabwe. El 8 de gener de 1985 va ser designat pro-nunci apostòlic s Iugoslàvia i el 19 d'abril de 1986 va ser nomenat nunci apostòlic amb encàrrec especial i cap de delegació de la Santa Seu per als contactes de treball permanents amb la República de Polònia.
El 15 de març de 1990 va ser nomenat representant de Santa Seu a la Unió de Repúbliques Socialistes Soviètiques (URSS), amb rang personal de nunci apostòlic. Els quatre anys del seu servei diplomàtic a Moscou foren de vital importància no sols per les relacions amb el Santa Seu, sinó també per a la reactivació de l'Església Catòlica després de la persecució als territoris que anteriorment formaven part de la Unió Soviètica.
El 12 de novembre de 1994 va ser nomenat nunci apostòlic a Itàlia i el 22 d'abril de 1995 nunci apostòlic de San Marino.
Joan Pau II el va crear cardenal en consell del 21 de febrer de 1998, assignant-li la diaconia de Sant'Eugenio. Després de tres dies, a Roma, va ser honrat amb la Gran Creu de l'Orde al Mèrit de la República Italiana. Va morir el 31 de maig 2003 a l'edat de 78 anys. Va ser enterrat, a petició seva, a l'església de Santa Maria Assunta de Grumo Appula.